# Dolly Menga
Dolly Menga (Verviers, Luik, 2 mei 1993) is een Belgische voetballer met een Congolees-Angolese achtergrond. Hij speelt voor als aanvaller.

## Carrière

### Standard Luik
Op 26 december 2011 maakte Dolly zijn debuut in het eerste elftal van Standard Luik. Hij mocht in de 81ste minuut invallen  in een uitwedstrijd tegen KV Kortrijk.

### Sint-Truiden VV
Begin 2012 werd bekend dat hij voor een half seizoen werd uitgeleend aan Sint-Truiden VV. Ondanks 2 goals in 15 matchen kon hij Sint-Truiden niet in eerste klasse houden.

### Lierse SK
Voor aanvang van het seizoen 2012/2013 werd bekend dat Lierse SK hem definitief overnam van Standard Luik. Hij speelde hier zeer sterk en maakte o.a. de gelijkmaker tegen RSC Anderlecht. In december 2012 weigerde hij de hand van toenmalig trainer Hany Ramzy hij werd hierdoor meteen naar de B-kern verwezen.

### Torino
Begin 2013 werd bekend dat hij voor een half seizoen wordt uitgeleend aan het Italiaanse Torino FC. Zijn debuut voor Torino maakte hij tegen Cagliari Calcio.

### Hapoel Tel Aviv
Na passages bij verschillende clubs uit Portugal, tekende hij in september 2016 een contract bij het Israëlische Hapoel Tel Aviv. Hier hoopt hij om zijn carrière opnieuw te lanceren.

## Spelerscarrière
| Seizoen | Club                       | Land     | Competitie         | Wed. | Goals |
| ------- | -------------------------- | -------- | ------------------ | ---- | ----- |
| 2011/12 | Standard Luik              | België   | Jupiler Pro League | 1    | 0     |
| 2011/12 | → Sint-Truidense VV (huur) | België   | Jupiler Pro League | 15   | 2     |
| 2012/13 | K. Lierse SK               | België   | Jupiler Pro League | 20   | 2     |
| 2012/13 | → Torino (huur)            | Italië   | Serie A            | 1    | 0     |
| 2013/14 | K. Lierse SK               | België   | Jupiler Pro League | 18   | 2     |
| 2014/15 | SL Benfica II              | Portugal | Segunda Liga       | 12   | 0     |
| 2014/15 | SC Braga                   | Portugal | Primeira Liga      | 2    | 0     |
| 2014/15 | SC Braga II                | Portugal | Segunda Liga       | 18   | 4     |
| 2015/16 | → CD Tondela               | Portugal | Primeira Liga      | 25   | 0     |
| 2016/17 | Hapoel Tel Aviv            | Israël   | Ligat Ha'Al        | 14   | 0     |
| 2016/17 | → MS Asjdod (huur)         | Israël   | Ligat Ha'Al        | 2    | 0     |
|         |                            |          | Totaal             | 117  | 9     |